# Тубкаль (національний парк)
31°05′00″ пн. ш. 7°50′00″ зх. д. / 31.0833° пн. ш. 7.83333° зх. д.
Національний парк Тубкаль (берберська: ⵜⵓⴳⴳ ⴽⴰⵍ Tugg kal; араб. توبقال Tūbqāl)  — національний парк у Марокко, створений у 1942 році. Розташований у гірському масиві Високий Атлас, за 70 км від міста Марракеш. Територія парку має у своєму складі найвищу гору країни, Тубкаль (4167 м), та прилеглі до неї території.
Національний парк містить чимало визначних пам'яток. Двома найвищими його горами є Тубкаль (4167 м) та Ванукрим (4089 м). Підйом на вершину гори Тубкаль займає два дні. Навесні з вершини гори видніється яскраве цвітіння квітів, а восени — барвисті ліси кедрів та ялівців. Популярним з-поміж туристів є Імліль — оточене горами село, мешканці якого досі ведуть традиційний спосіб життя. В екомузеї національного парку можна побачити його історію та розвиток проєктів, спрямованих на підтримку та захист зникаючих видів.

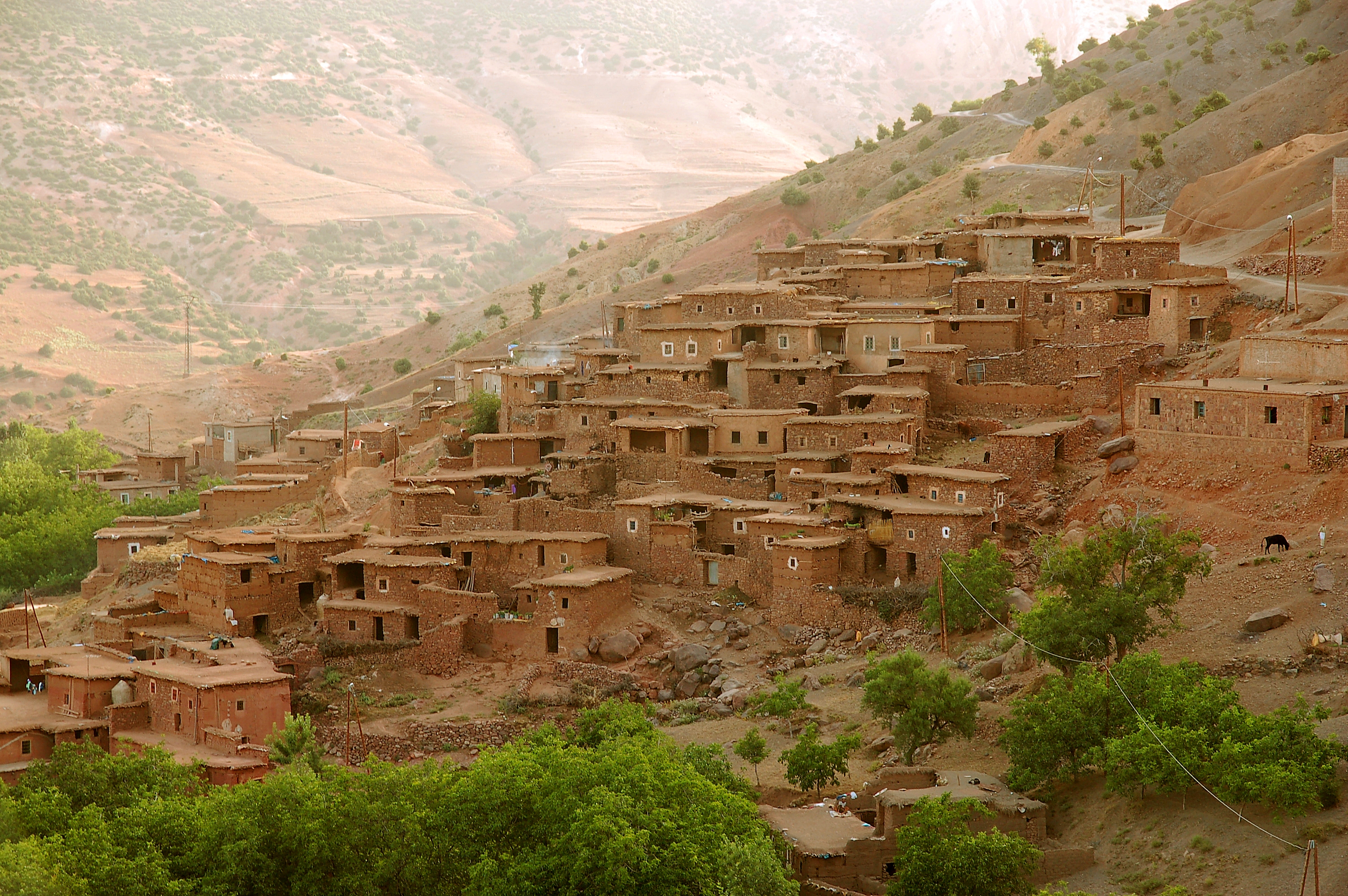
Традиційне село Імліль

У жовтні 2012 року в парку відбулося знищення петрогліфу віком 8 тис. років, що зображував Сонце як божество. В цьому було звинувачено салафістів — послідовників ісламського фундаменталізму.